# أولغا سافتشوك
أولغا سافتشوك (بالأوكرانية: Савчук Ольга Миколаївна) مواليد 20 سبتمبر 1987 في الجمهورية الأوكرانية السوفيتية الاشتراكية، هي لاعبة كرة مضرب أوكرانية بدأت مسيرتها كمحترفة سنة 2004 تلعب باليد اليمنى وتحتل حالياً المرتبة رقم. 187 (8 فبراير 2016) في تصنيف رابطة محترفات كرة المضرب. أعلى تصنيف لها في الفردي كان المركز الـ 79 في سنة 2008.

## الخط الزمني للأداء
مفتاح
| ف | ن | ن.ن | ر.ن | د# | د.م | ل | أ.أ | ت | غ | ب | ف | ذ | م.خ | ل.ت |

(ف) فاز بالبطولة (ن) وصل النهائي (ن.ن) نصف النهائي (ر.ن) ربع النهائي (د#) الأدوار الأربعة الأولى (د.م) دور المجموعات (ل) شارك في كأس ديفيز (أ.أ) خرج من الأدوار الاولى (ت) خسر التصفيات التأهيلية (غ) غاب عن الحدث أو البطولة (ب) حصل على ميدالية برونزية (ف) حصل على ميدالية فضية (ذ) حصل على ميدالية ذهبية (م.خ) بطولة الماسترز خُفضت إلى مرتبة أقل (ل.ت) البطولة لم تعقد في السنة المعينة.
لتجنب الارتباك وازدواجية الحساب، يتم تحديث هذه المعلومات إما في نهاية البطولة، أو عندما تكون مشاركة اللاعب في البطولة قد انتهت.

### الفردي
| دورات الجراند سلام            |     |     |     |     |     |     |     |     |     |     |      |
| بطولة أستراليا المفتوحة للتنس | غ   | د3  | د1  | د1  | غ   | ت1  | ت2  | ت3  | ت2  | ت3  | 2–3  |
| دورة رولان غاروس الدولية      | غ   | د1  | د2  | د1  | ت2  | ت1  | ت2  | ت1  | ت2  | ت2  | 1–3  |
| بطولة ويمبلدون                | ت1  | د1  | ت2  | د1  | ت1  | ت1  | ت2  | ت2  | ت1  | ت1  | 0–2  |
| أمريكا المفتوحة               | ت2  | د1  | د1  | ت3  | ت2  | د1  | ت2  | ت1  | ت2  | ت1  | 0–3  |
| فوز-خسارة                     | 0–0 | 2–4 | 1–3 | 0–3 | 0–0 | 0–1 | 0–0 | 0–0 | 0–0 | 0–0 | 3–11 |

## وصلات خارجية
- أولغا سافتشوك على موقع رابطة محترفات التنس (الإنجليزية)
- أولغا سافتشوك على موقع الاتحاد الدولي لكرة المضرب (الإنجليزية)
- أولغا سافتشوك على موقع كأس بيلي جين كينغ (الإنجليزية)
- أولغا سافتشوك على موقع خلاصة التنس.كوم (الإنجليزية)
- أولغا سافتشوك على موقع إي إس بي إن.كوم (الإنجليزية)
- أولغا سافتشوك على موقع اللجنة الأولمبية الدولية (الإنجليزية)
- أولغا سافتشوك على موقع أوليمبيديا (الإنجليزية)

- الموقع الرسمي